# 괵숙
괵숙(虢叔)은 주 문왕의 동생이다.

## 개요
주나라 초기 곽국에 봉해졌다. 그의 자손들의 곽국 남쪽에 살아서 남곽(南郭)씨가 되었다. 후에는 복성이 없어지는 흐름에 따라 남씨가 되었다. 괵숙(虢叔)과 무관한 강성 계열 남곽씨도 있다고 한다.
주나라와 한나라 때 한문 표기가 조금씩 달라, 주무왕을 비롯하여 주나라 초기 인물들의 한자 출자가 제각각이다. 그래서 괵숙은 곽숙과 동일인으로 여겨지기도 한다.

## 같이 보기
- 계력
- 주 문왕